# Ad beatissimi apostolorum
Ad beatissimi apostolorum (slovensko K blaženemu apostolskemu) je papeška okrožnica, ki jo je 1. novembra 1914 izdal papež Benedikt XV.; v njej je pozval vojskujoče države, da naj končajo prvo svetovno vojno. To je bila njegova prva okrožnica (enciklika), ki jo je napisal ob pričetku prve svetovne vojne; slednjo je poimenoval Samomor civilizirane Evrope.